# شبرق صغير
الشبرق الصغير (باللاتينية: Ononis pusilla) نوع نباتي ينتمي إلى جنس الشبرق من الفصيلة البقولية.

## الموئل والانتشار
موطنه بلاد الشام والمغرب العربي ومعظم مناطق أوروبا.

## مرادفات للاسم العلمي
- (باللاتينية: Ononis brachyantha Rouy)
- (باللاتينية: Ononis columnae All.)
- (باللاتينية: Ononis pusilla L. subsp. pusilla)